# Eberhardtsreuth
Eberhardtsreuth (oberfränkisch: Äweasch-rahd) ist ein Gemeindeteil der Gemeinde Neudrossenfeld im Landkreis Kulmbach (Oberfranken, Bayern). Eberhardtsreuth liegt in der Gemarkung Pechgraben.

## Geographie
Der Weiler liegt am Pechgraben, einem rechten Zufluss des Roten Mains. Eine Gemeindeverbindungsstraße führt nach Neudrossenfeld zur Kreisstraße KU 16 (1,4 km westlich) bzw. nach Pechgraben (0,8 km östlich). Ein Anliegerweg führt nach Hölle (0,4 km südlich).

## Geschichte
Der Ort wurde 1286 als „Eberhartesriut“ erstmals urkundlich erwähnt. Das Bestimmungswort ist Eberhard, der Personenname des Siedlungsgründers. Das Grundwort riut gibt zu erkennen, dass die Siedlungsfläche durch Rodung gewonnen wurde.
Eberhardtsreuth gehörte zur Realgemeinde Neudrossenfeld. Gegen Ende des 18. Jahrhunderts bestand Eberhardtsreuth aus 2 Anwesen. Das Hochgericht übte das bayreuthische Stadtvogteiamt Kulmbach aus. Das Stiftskastenamt Himmelkron war Grundherr der beiden Halbhöfe.
Von 1797 bis 1810 unterstand der Ort dem Justiz- und Kammeramt Kulmbach. Mit dem Gemeindeedikt wurde Eberhardtsreuth dem 1811 gebildeten Steuerdistrikt Neudrossenfeld und der 1812 gebildeten gleichnamigen Ruralgemeinde zugewiesen. Mit dem Zweiten Gemeindeedikt (1818) wurde der Ort in die neu gebildete Ruralgemeinde Pechgraben umgegliedert. Am 1. Januar 1975 wurde Eberhardtsreuth im Zuge der Gebietsreform in Bayern in Neudrossenfeld eingegliedert.

### Einwohnerentwicklung
| Jahr      | 001818 | 001861 | 001871 | 001885 | 001900 | 001925 | 001950 | 001961 | 001970 | 001987 |
| Einwohner | 17     | 27     | 31     | 27     | 25     | 32     | 32     | 18     | 16     | 31     |
| Häuser    | 4      |        |        | 4      | 4      | 5      | 6      | 5      |        | 8      |
| Quelle    | [ 8 ]  | [ 11 ] | [ 12 ] | [ 13 ] | [ 14 ] | [ 15 ] | [ 16 ] | [ 17 ] | [ 18 ] | [ 1 ]  |

## Religion
Eberhardtsreuth ist seit der Reformation evangelisch-lutherisch geprägt und nach Neudrossenfeld gepfarrt.